# Conférence de Katowice de 2018 sur les changements climatiques
La Conférence de Katowice de 2018 sur le climat est une conférence sur le réchauffement climatique qui s'est tenue au centre international des congrès de Katowice (Pologne) du 2 au 15 décembre 2018. Elle est la 24e des conférences annuelles (COP 24) de la Convention-cadre des Nations unies sur les changements climatiques. Elle est présidée par Michał Kurtyka, secrétaire d'État au ministère de l'Énergie polonais (pl).
D'après des associations environnementales la conférence se dirigerait vers un échec, les États-Unis et l’Arabie saoudite étant opposés à un accord et les États européens étant peu impliqués.
La COP24 aura surtout été marquée par l'intervention de Greta Thunberg, adolescente de 15 ans, qui a fait un discours visant la responsabilité des adultes.

## Contextes
Cette COP 24 se sera singularisée par plusieurs éléments de contextes marquants :
La localisation même de cette COP 24 à Katowice, bassin du charbon de la Pologne, aura fortement affecté cette conférence : à la fois premier partenaire financier de la COP et visée par de nombreuses critiques lors de l’événement, les lobbys miniers auront été omniprésents. En parallèle, la pollution du site est énorme et soulignait le besoin de lutter contre la pollution atmosphérique et les Polonais (dont 100 000 sont employés dans la région par l'industrie du charbon) commencent également à prendre des décisions pour limiter leur dépendance à ces ressources.
En France, le mouvement des Gilets jaunes, dont l’événement déclencheur est la hausse de la taxe carbone, intervient peu avant le démarrage de la COP 24. Cela met en évidence que toute lutte climatique ne peut s'effectuer sans justice sociale et qu'une transition écologique n'est possible qu'avec des mesures d'accompagnement fortes.
La COP s'est également tenue peu après l'annonce du Brésil de renoncer à héberger la COP25, traduction concrète des positions du président Bolsonaro sur la lutte climatique.
Ensuite, le gouvernement Trump, bien connu pour ses positions climato-sceptiques s'étant publiquement retiré de l'accord de Paris (ce qui ne pourra être effectif avant 2020), a évidemment beaucoup influencé l'ambiance et les ambitions de cette conférence.

## Objectifs et attentes
Le principal objectif de la COP 24 était d'adopter un mode d'emploi pour l'application des Accords de Paris mais il était également attendu que les états rehaussent leurs ambitions quant à la réduction des gaz à effet de serre et apportent plus de visibilité concernant les financements.

## Résultat
Les près de 200 pays participants sont parvenus à s'entendre sur un texte final décevant par rapport aux objectifs qu'ils s'étaient fixés eux-mêmes en 2015 à Paris : le mode d'emploi (« rulebook ») de l'Accord de Paris a été finalisé, mais plusieurs points restent irrésolus, en particulier la réforme des mécanismes de marché liés aux échanges de crédits carbone, prévue par l'Accord de Paris afin de mettre un terme à certains dysfonctionnements comme la double comptabilisation de ces crédits, pratiquée par le Brésil depuis de nombreuses années ; la délégation brésilienne a tout fait pour torpiller la clarification de ce dispositif. Le  rapport alarmant du GIEC , publié en octobre 2018, devait servir de base de référence pour relever fortement les engagements de réduction de gaz à effet de serre des pays, mais les États-Unis, alliés à la Russie, au Koweit et à l'Arabie Saoudite ont réussi à relativiser la portée de ce document scientifique commandé pour éclairer les décideurs politiques. Alors que les promesses faites en 2015 amènent la planète vers un réchauffement compris entre 2,7 et 3,5 degrés, loin des 2 degrés, au maximum, fixé par l'Accord de Paris, aucun engagement nouveau n'a été annoncé. De plus, la question de l'indemnisation des pertes et des dommages que le réchauffement inflige aux pays les plus vulnérables et qu'ils souhaitaient voir saisie à bras-le-corps par les pays développés ne fait l'objet que d'une simple mention dans le texte de l'accord, sans plus.
Pour le journal L'Humanité, la conférence s'est achevée « sur le sentiment mitigé d’avoir sauvé le processus multilatéral mais sabordé les ambitions en termes de lutte contre le réchauffement. »
Le Réseau Action Climat souligne que l'accord « omet des éléments essentiels pour rendre la transition juste, inclusive, équitable et pour apporter des réponses aux plus vulnérables face à la crise climatique ». Ainsi les États ont-ils refusé d’y intégrer toute référence aux droits humains ou à la sécurité alimentaire. Or, « en n’intégrant pas la dimension humaine et sociale indispensable, (ils) risquent d’entamer la nécessaire transition écologique en créant plus d’inégalités  », explique le Secours catholique-Caritas France. Sur la question des financements, 129 millions ont été levés pour le fonds pour l'adaptation, « c’est une goutte d’eau par rapport aux 300 milliards de dollars par an qui seront nécessaires pour répondre aux besoins en adaptation des pays les plus vulnérables d’ici 2030 » estime l'ONG CARE France .

## Agenda

### Semaine 1
| Semaine 1 (2-8 décembre) | Session plénière et réunion de groupe sur les conventions et corps de protocoles                                                 | Événements et ateliers |
| ------------------------ | --- | --- |
| Dimanche 2 décembre      | Première réunion plénière de la COP de la CMP et reprise de la CMA                                                               | |
| Dimanche 2 décembre      | Première réunion plénière du SBSTA, du SBI et reprise de l’APA                                                                   | |

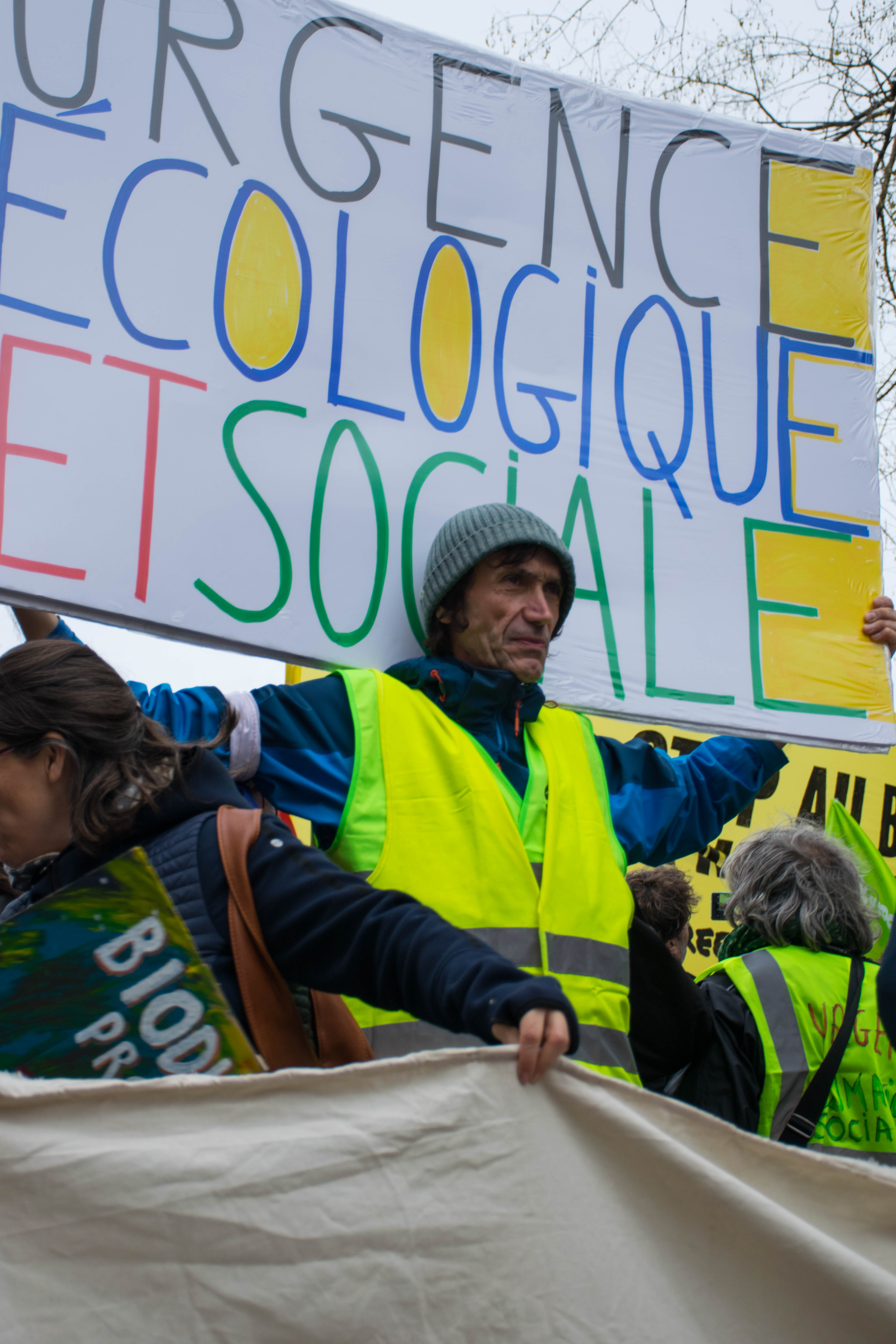
Marche pour le climat du 8 décembre 2018.

| Lundi 3 décembre         | Cérémonie officielle d’ouverture Première partie des segments haut niveaux (déclarations nationales)                             | Atelier de Koronivia |
| Lundi 3 décembre         | Cérémonie officielle d’ouverture Première partie des segments haut niveaux (déclarations nationales)                             | Revue du travail du forum sur l’impact des implémentations des mesures de réponses                                         |
| Lundi 3 décembre         | Cérémonie officielle d’ouverture Première partie des segments haut niveaux (déclarations nationales)                             | Évaluation multilatérale                                                                                                   |
| Lundi 3 décembre         | Cérémonie officielle d’ouverture Première partie des segments haut niveaux (déclarations nationales)                             | Partage de perspective |
| Mardi 4 décembre         | Événement Global Climate Action                                                                                                  | Événement SBSTA-IPCC : nouvelles connaissances scientifiques et points clefs du rapport spécial IPCC sur un monde à 1,5 °C |
| Mardi 4 décembre         | Réception des délégués par le pays d’accueil tenue par le président de Katowice, Marcin Krupa                                    | |
| Mardi 4 décembre         | Allocution de Greta Thunberg, lycéenne suédoise de 15 ans, qui s'est adressée aux délégués sur la gravité du problème du climat, | |
| Mercredi 5 décembre      | Pre-2020 stocktake : partie technique                                                                                            | |
| Mercredi 5 décembre      | Nairobi work programme Focal Point Forum : diversification économique                                                            | |
| Jeudi 6 décembre         | | Jour des générations jeunes et futures                                                                                     |
| Jeudi 6 décembre         | Dialogue de Talanoa : réunion finale de la phase de préparation                                                                  | |
| Jeudi 6 décembre         | Enquête intergénérationnelle : Youth Stepping Up Climate Action                                                                  | |
| Jeudi 6 décembre         | Revue annuelle | |
| Vendredi 7 décembre      | | Partage de perspective |
| Vendredi 7 décembre      | Action/Evènement sur les implantations humaines                                                                                  | |
| Vendredi 7 décembre      | Action/Événement sur l’industrie                                                                                                 | |
| Vendredi 7 décembre      | Évaluation multilatérale | |
| Vendredi 7 décembre      | Action/Événement sur le transport                                                                                                | |
| Vendredi 7 décembre      | Action/Événement sur l’eau | |
| Samedi 8 décembre        | | Action/Événement sur l’océan et les zones côtières                                                                         |
| Samedi 8 décembre        | Action/Événement sur l’énergie                                                                                                   | |
| Samedi 8 décembre        | Tour de table sur la finance et les actions pour le climat                                                                       | |
| Samedi 8 décembre        | Session plénière de clôture du SBSTA, du SPI et de l’APA                                                                         | Tour de table sur SDG12 et le climat                                                                                       |
| Samedi 8 décembre        | Action/Événement sur l’utilisation des terres                                                                                    | |
| Samedi 8 décembre        | Session plénière de la COP, sur les conclusions des session plénière de clôture du SBSTA, du SPI et de l’APA                     | |

### Semaine 2
| Semaine 2 (10-14 décembre) | Session plénière et réunion de groupe sur les conventions et corps de protocoles                     | Événements et ateliers                                                                             |
| -------------------------- | --- | -------------------------------------------------------------------------------------------------- |
| Lundi 10 décembre          | | Pré 2020 Stocktake : high-level part                                                               |
| Lundi 10 décembre          | Tour de table sur SDG 8 et Climat                                                                    | |
| Lundi 10 décembre          | Industrie de la mode et action climat                                                                | |
| Lundi 10 décembre          | Tour de table sur les actions climat et la résilience                                                | |
| Lundi 10 décembre          | Cérémonie officielle d’ouverture Première partie des segments haut niveaux (déclarations nationales) | 3e Dialogue Ministériel sur la finance climatique                                                  |
| Lundi 10 décembre          | Cérémonie officielle d’ouverture Première partie des segments haut niveaux (déclarations nationales) | Tour de table sur l’utilisation des terres, l’eau et l’énergie                                     |
| Lundi 10 décembre          | Cérémonie officielle d’ouverture Première partie des segments haut niveaux (déclarations nationales) | Tour de table sur les océans, les zones côtières et le transport                                   |
| Lundi 10 décembre          | Cérémonie officielle d’ouverture Première partie des segments haut niveaux (déclarations nationales) | Partage de perspective                                                                             |
| Mardi 11 décembre          | Seconde partie des segments haut niveaux (déclaration nationales)                                    | Jour des Genres                                                                                    |
| Mardi 11 décembre          | Seconde partie des segments haut niveaux (déclaration nationales)                                    | Dialogue de Talanoa : ouverture de la phase politique et tour de tables ministérielles haut niveau |
| Mardi 11 décembre          | Seconde partie des segments haut niveaux (déclaration nationales)                                    | Le sport et l’action climat                                                                        |
| Mardi 11 décembre          | Seconde partie des segments haut niveaux (déclaration nationales)                                    | Tourisme et action climatique                                                                      |
| Mardi 11 décembre          | Seconde partie des segments haut niveaux (déclaration nationales)                                    | Tour de table SDG 9 et Climat                                                                      |
| Mardi 11 décembre          | Seconde partie des segments haut niveaux (déclaration nationales)                                    | Cloture du partenariat de Marrakech                                                                |
| Mardi 11 décembre          | Seconde partie des segments haut niveaux (déclaration nationales)                                    | Cérémonie pour la récompense du changement                                                         |
| Mercredi 12 décembre       | Segments haut niveaux (déclaration nationales)                                                       | |
| Mercredi 12 décembre       | Plénières de clôtures des COP et CMP (items hors agenda PAWP)                                        | Dialogue de Talanoa : fermeture de la phase politique                                              |
| Mercredi 12 décembre       | Plénières de clôtures des COP et CMP (items hors agenda PAWP)                                        | Moment « Changer les systèmes de nourritures »                                                     |
| Jeudi 13 décembre          | | Jour de l’éducation                                                                                |
| Jeudi 13 décembre          | Événement haut niveau : S’engager encore plus pour l’éducation climatique                            | |
| Vendredi 14 décembre       | Plénières de clôtures des COP et CMP (PAWP)                                                          | |

Selon une étude publiée en marge de la COP24, les émissions mondiales de CO2 ont augmenté de 2,7 % en 2018, ce qui constitue la plus forte hausse en sept ans.